# Papp Barbara
Papp Barbara (Nyíregyháza, 1990. január 7. –) magyar színésznő.

## Életpályája
Oroson nőtt fel. A helyi Herman Ottó Általános Iskolában, majd a nyíregyházi Kölcsey Ferenc Gimnáziumban tanult. Hat évig tanult klasszikus balettet. A Mandala Dalszínházban ismerkedett meg a színművészet alapjaival. Az ELTE földtudományi szakán kezdte meg felsőfokú tanulmányait, amelyet félbehagyva a Pesti Magyar Színiakadémián tanult tovább. Közben jelentkezett a Kaposvári Egyetem színész szakára is. 2014-2019 között Eperjes Károly osztályában tanult és szerzett diplomát. A békéscsabai Jókai Színház társulatának tagja 2019-től.
2015 óta a YouTube-on ASMR videósként tevékenykedik.

## Színházi szerepeiből
- Alan Jay Lerner – Frederick Loewe: My Fair Lady... Eliza Doolittle, virágáruslány
- K2: Röpülj, lelkem!... Letenyey Márta, statiszta
- Szilágyi Andor: Tóth Ilonka... szereplő
- Pozsgai Zsolt: A Szellemúrnő (Ábránfy Katalin)... Zsófia

## Filmes és televíziós szerepei
- Barátok közt (2019–2020) ...Epres Adél[6][7]
- Brigi és Brúnó (2022) ...Brúnó ismerőse